# Enicospilus tripartitus
Enicospilus tripartitus là một loài tò vò trong họ Ichneumonidae.